# Two Rivers, Wisconsin
Two Rivers là một thành phố thuộc quận Manitowoc, tiểu bang Wisconsin, Hoa Kỳ. Năm 2000, dân số của thành phố này là 12639 người.